# Inside the Hollow
«Inside the Hollow» — второй альбом канадской женской панк-группы Lillix, выпущенный Maverick Records в Канаде 29 августа, а в Японии 6 сентября 2006 года. В Европе и США альбом вышел 1 января 2007 года.
Единственным синглом с альбома является «Sweet Temptation (Hollow)». Клип на него появился на Yahoo!'s LAUNCHcast 5 июля 2006 года, а на MTV в программе «Making the Video» было показано как снимался клип. Весь альбом стал доступен для прослушивания на MuchMusic.com и несколько песен можно прослушать на странице группы на MySpace.

## Список композиций
| №   | Название                                    | Автор(ы)                                                     | Длительность |
| --- | ------------------------------------------- | ------------------------------------------------------------ | ------------ |
| 1.  | «Blackout»                                  | Siham Shnurov, Louise Burns, Tasha-Ray Evin                  | 3:05         |
| 2.  | «Little Things»                             | Siham Shnurov, James Michael, Lacey-Lee Evin, Burns, T. Evin | 3:20         |
| 3.  | «Every Girl»                                | T. Evin                                                      | 3:22         |
| 4.  | «Sweet Temptation (Hollow)»                 | Michael, L. Evin, Burns, T. Evin                             | 3:28         |
| 5.  | «Doughnut»                                  | L. Evin                                                      | 3:24         |
| 6.  | «Wishing Well»                              | Siham Shnurov, T. Evin                                       | 4:15         |
| 7.  | «Just Like You»                             | L. Evin, Scott Thompson                                      | 3:53         |
| 8.  | «Got Off Easy»                              | Billy Steinberg, Josh Alexander, L. Evin, Burns, T. Evin     | 3:30         |
| 9.  | «Turpentine»                                | Burns                                                        | 4:18         |
| 10. | «Tempo Change»                              | L. Evin                                                      | 3:59         |
| 11. | «Poor Little Girl»                          | Burns                                                        | 2:54         |
| 12. | «Stay»                                      | T. Evin                                                      | 5:06         |
| 13. | «The Meaning» (Бонус трек в японском стиле) | L. Evin, Burns, T. Evin                                      | 3:08         |
| 14. | «Get Away» (iTunes Bonus Track.)            | ????                                                         | ????         |

## Чарты
- Япония: № 48 (продажи: 3 437 копий на первой неделе)